# Frieden von Jassy

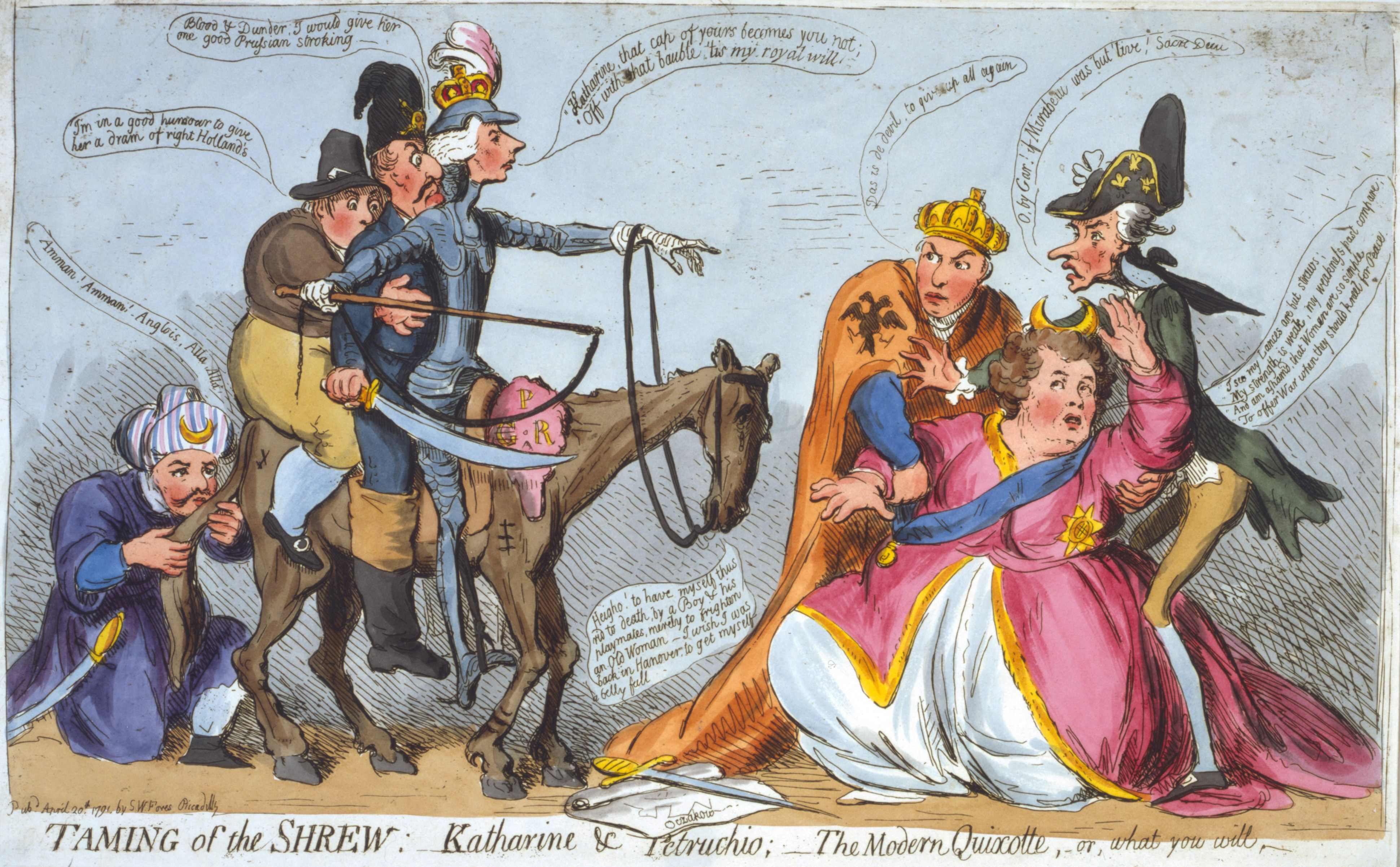
Zeitgenössische politische Karikatur von James Gillray zu den internationalen Gegensätzen im Jahr 1791, die unter Anspielung auf Figuren in der Komödie Der Widerspenstigen Zähmung und im Roman Don Quijote ins Lächerliche gezogen werden: Während sich der osmanische Sultan hinter dem Pferd Rosinante duckt, das vom Vereinigten Königreich, dargestellt durch seinen Premierminister William Pitt in der Rolle des Petruchio bzw. des Don Quijote, sowie von Preußen und den Vereinigten Niederlanden geritten wird, versuchen Österreich und Frankreich die zu Boden sinkende russische Zarin Katharina II. zu stützen. Der Zarin fällt in der doppelten Anspielung Gillrays die Rolle der widerspenstigen Katharina bzw. der Dulcinea zu.

Der Frieden von Jassy ist ein Friedensvertrag zwischen dem Russischen Kaiserreich und dem Osmanischen Reich. Er wurde am 29. Dezember 1791jul. / 9. Januar 1792greg. in Jassy, der damaligen Hauptstadt des Fürstentums Moldau (heute Iași in Rumänien) unterzeichnet. Der Vertrag beendete den sechsten russisch-türkischen Krieg von 1787 bis 1792.

Russisch–Türkischer Krieg 1787–1792: Die russisch kontrollierten Gebiete sind rot, die osmanisch kontrollierten grün, das vom Osmanischen Reich im Friedensvertrag abgetretene Gebiet ist schraffiert

Dieser war vom Sultan Abdülhamid I. gegenüber Russland im Jahr 1787 erklärt worden, nachdem die Russen es abgelehnt hatten, sich aus dem von ihnen annektierten Khanat der Krim und des nördlichen Litorals des Schwarzen Meeres zurückzuziehen. Bei diesem Krieg erhielten die Türken Unterstützung von englischer Seite. Die russische Zarin Katharina II. hatte sich wiederum mit Österreich verbunden. Die von Alexander Wassiljewitsch Suworow geleiteten russischen Truppen errangen im Kampf mit den Türken mehrere Siege, darunter 1790 die Eroberung der im Donaudelta gelegenen Festung von Ismaïl, die bis dahin als uneinnehmbar galt. Danach wandte sich die Armee Suworows in Richtung Konstantinopel.
Da es ihm nicht möglich war, die militärische Lage zu seinen Gunsten zu ändern, war der junge Sultan Selim III. gezwungen, nach Frieden mit seinen europäischen Nachbarn zu streben. Den Kriegszustand mit Österreich hatte er im Frieden von Swischtow beendet. Unter preußischer Vermittlung galt es nun, einen für ihn akzeptablen Vertrag von Jassy zu gestalten. An der Spitze der russischen Delegation stand bei den Verhandlungen Fürst Grigori Alexandrowitsch Potjomkin und, nach dessen Tod am 16. Oktober 1791, Fürst Alexander Andrejewitsch Besborodko. Das Osmanische Reich wurde durch den Verhandlungsleiter Großwesir Koca Yusuf Pascha vertreten.
Das türkische Reich erkannte in diesem Vertrag die Annexion des Krim-Khanats im Jahr 1783 unter der Zarin Katharina II. und die durch Potjomkin erfolgte Gründung der Stadt und Schiffsbasis Sewastopol an. Russland erhielt die Festung von Otschakow am rechten Ufer der Dnjepr-Bug-Mündung und alles Land östlich des Dnjestr, der zum Grenzfluss wurde. Die nördliche Küste des Schwarzen Meeres wurde somit russisches Staatsgebiet.
Die kaukasische Grenze zwischen beiden Imperien blieb der Fluss Kuban. Die von französischen Ingenieuren im Jahr 1781 als türkische Grenzfestung erbaute Wehranlage in der Stadt Anapa war von den Russen eingenommen worden, wurde aber nach dem Frieden von Jassy 1792 zurückgegeben.